# Philippe Léotard
Pour les articles homonymes, voir Léotard.
Philippe Léotard, né le 28 août 1940 à Nice et mort le 25 août 2001 à Paris 11e,, est un acteur, poète et chanteur français.
Il a tourné dans plus de 70 films, dont Le Juge Fayard dit « le Shériff » et La Balance.

## Biographie

### Famille et enfance
La fratrie compte sept enfants, quatre filles et trois garçons. Son grand-père est un pionnier de la photographie, Ange Tomasi ; son père est le maire de Fréjus, André Léotard ; et son frère est un homme politique, François Léotard. Il se présente comme « l'arrière-arrière-petit-neveu du clown Léotard qui fonda le cirque Bouglione et inventa l'art du trapèze volant et le justaucorps des danseuses », bien qu'on sache depuis que Jules Léotard n’était pas clown, qu'il n’a rien à voir avec le cirque Bouglione et qu'il n’a pas eu de neveu.[réf. nécessaire]
Enfant, il est atteint de la maladie de Bouillaud qui le cloue au lit, chez sa grand-mère à Ajaccio. Cette épreuve est pour lui l'occasion de lire beaucoup en puisant dans la bibliothèque familiale. Il lit les poètes et il aime particulièrement Baudelaire, Lautréamont, Rimbaud, Cendrars entre autres ; iI lit Victor Hugo, Flaubert et d'autres romanciers du XIXe siècle. Il finit par retrouver la santé.

### Formation et carrière
À 18 ans, en 1958, il s'engage dans la légion étrangère à Bonifacio, mais n'y reste pas. Élève d'hypokhâgne au lycée Henri-IV en 1958-1959, Philippe Léotard poursuit ses études à la Sorbonne où il obtient une licence de lettres. C'est là, dans le cadre de l'ATEP (Association théâtrale des étudiants de Paris), qu'il rencontre Ariane Mnouchkine avec qui il fonde le Théâtre du Soleil en 1964. Parallèlement, il est professeur de lettres et de philosophie au collège Sainte-Barbe jusqu'en 1968. Il quitte le Théâtre du Soleil et joue, avec le Théâtre national populaire, Les Anges meurtriers en 1970.

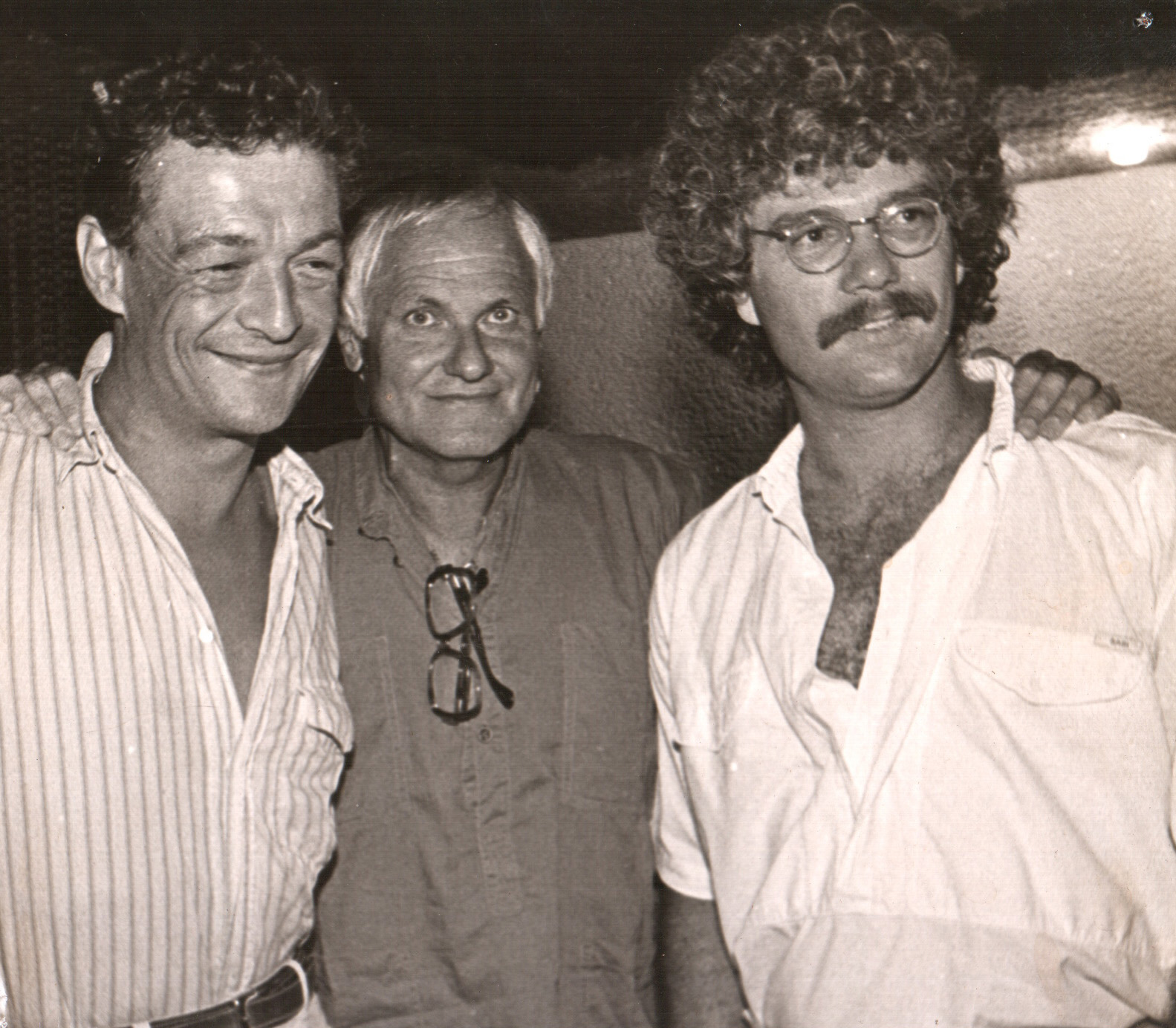
Philippe Léotard en 1985 avec le réalisateur Miklós Jancsó (au centre) et le producteur Doron Eran (à droite), pendant le tournage de L'Aube.

Tout en continuant le théâtre, il s'oriente vers le cinéma grâce à Claude Sautet et François Truffaut. Figurant dans Domicile conjugal en 1970, il poursuit son apprentissage avec François Truffaut qui lui offre un petit rôle dans Les Deux Anglaises et le Continent en 1971, puis dans Une belle fille comme moi en 1972. Avoir 20 ans dans les Aurès de René Vautier marque son premier premier rôle. Son premier grand succès est Le Chat et la Souris de Claude Lelouch en 1975. Cette même année, il apparaît dans la distribution du film américain French Connection 2 de John Frankenheimer. En 1977, il est sélectionné pour le César du meilleur acteur dans un second rôle pour Le Juge Fayard dit « le Shériff » d'Yves Boisset. En 1983, il reçoit le César du meilleur acteur pour son rôle dans La Balance de Bob Swaim. La même année, il interprète un commissaire qui enquête sur plusieurs assassinats sur fond de trafic de drogue et, dans Tchao Pantin de Claude Berri, donne la réplique à Coluche, qui interprète un autre blessé de la vie. Cette période correspond à l'apogée de sa carrière cinématographique composée de près de 80 films. Par la suite, il se dirige vers un cinéma plus intimiste avec des films comme Adieu Blaireau de Bob Decout, Rouge-gorge de Pierre Zucca, Le Paltoquet de Michel Deville, Jane B. par Agnès V. d'Agnès Varda et Le Sud de Fernando Solanas.
Tardivement, dans les années 1990, il se lance dans une carrière de chanteur avec le concours du compositeur et accordéoniste Philippe Servain. Ses deux premiers albums À l'amour comme à la guerre et Philippe Léotard chante Léo Ferré, un an après la mort de Léo Ferré, sont récompensés par le Prix Charles-Cros. Il reçoit le Grand prix des poètes de la SACEM en 1997. Cette même année, il interprète son dernier rôle dans un court-métrage, La Momie à mi-mots de Laury Granier.

### Vie privée

#### Addictions

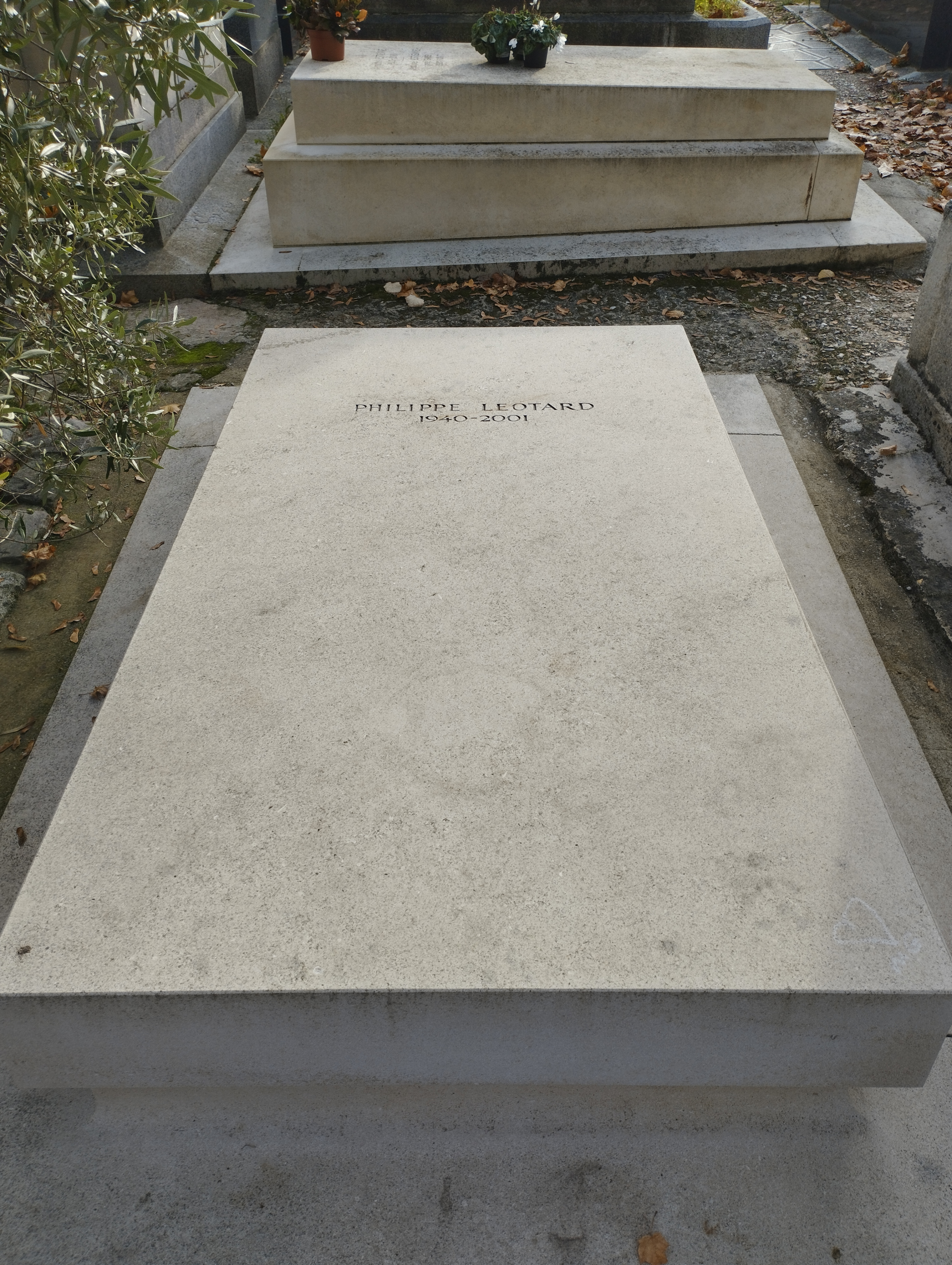
Tombe de Philippe Léotard au cimetière du Montparnasse (division 9).

La drogue et l'alcoolisme poursuivent Philippe Léotard toute sa vie. Sa voix de plus en plus abîmée en porte les traces. En 1993, au Printemps de Bourges, alors que son frère est ministre de la Défense, il se proclame « ministre de la défonce ». En 1995, il est condamné à 18 mois de prison avec sursis pour un trafic de cocaïne. En 1999, du fait de son mode de vie, il est brièvement hospitalisé à la suite d'un malaise sur un tournage.

#### Famille
Il se marie avec l'actrice Liliane Caulier avec qui il a deux enfants : Frédéric, décorateur de cinéma et artiste peintre, connu sous le nom de Frédéric Léotard, et Laetitia. Il rencontre en 1972 l'actrice Nathalie Baye pour qui il quitte alors femme et enfants. Leur liaison dure jusqu'en 1981. En 1986, il se lie avec Emmanuelle Guilbaud, qui lui redonne goût à la vie. Ensemble ils ont une fille, Faustine.

### Mort

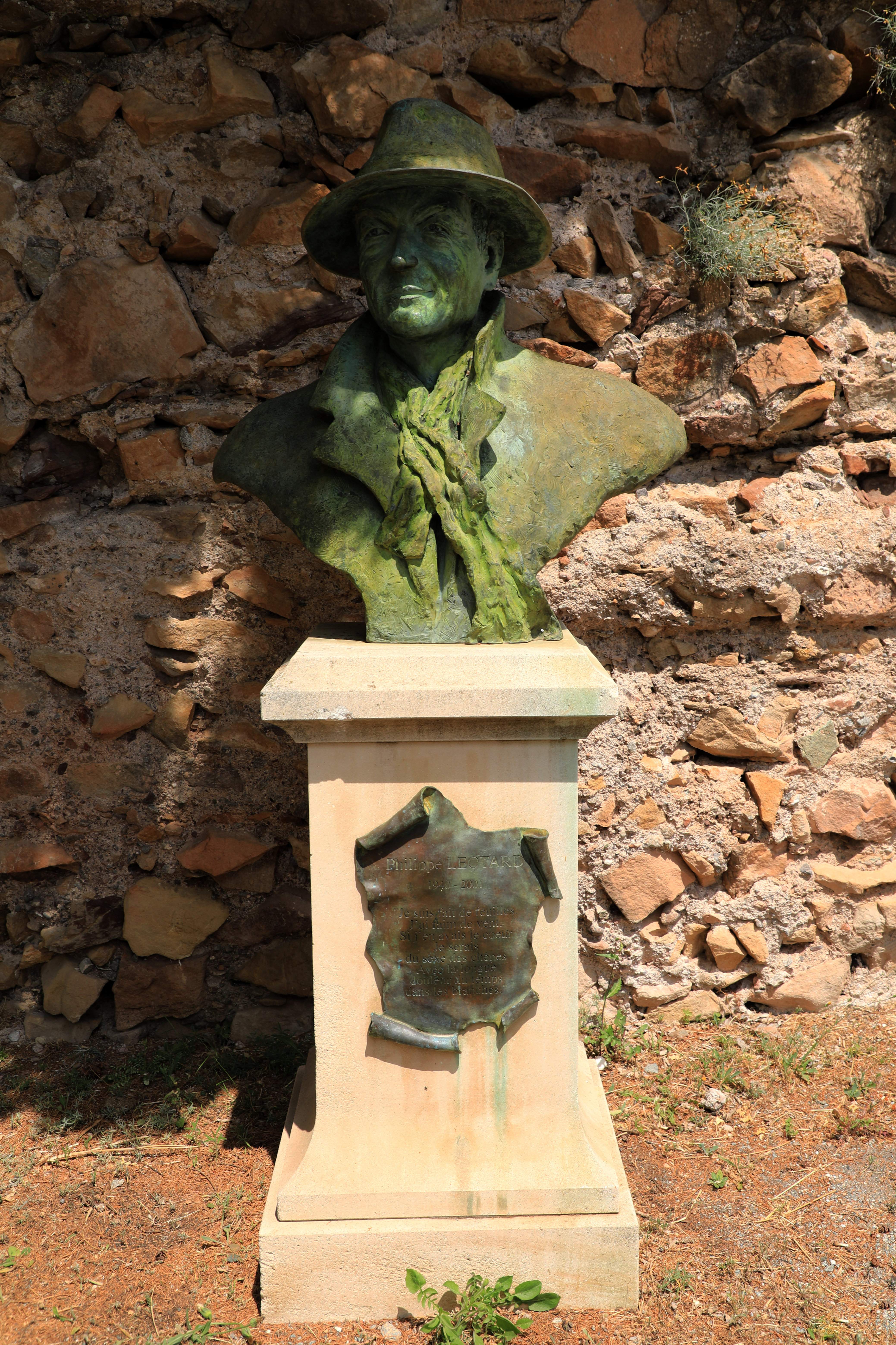
Buste de Philippe Léotard sur le site du théâtre romain de Fréjus.

Il meurt le 25 août 2001 à l'âge de 60 ans d'une insuffisance respiratoire, dans une clinique parisienne où il est hospitalisé depuis deux mois. Ses obsèques se déroulent au crématorium du cimetière du Père-Lachaise où il est incinéré. Ses cendres sont déposées par la suite au cimetière du Montparnasse (9e division).

## Théâtre
- 1966 : Le Capitaine Fracasse de Théophile Gautier, adaptation Philippe Léotard, mise en scène Ariane Mnouchkine,Théâtre Récamier (Paris)
- 1967 : La Cuisine, adaptation Philippe Léotard, d'Arnold Wesker, mise en scène Ariane Mnouchkine
- 1968 : Le Songe d'une nuit d'été de William Shakespeare, adaptation Philippe Léotard, mise en scène Ariane Mnouchkine, Cirque de Montmartre (Paris)
- 1971 : Les Anges meurtriers de Conor Cruise O'Brien, mise en scène Joan Littlewood, Théâtre de Chaillot (Paris)
- 1973 : Liola de Luigi Pirandello, mise en scène Henri Delmas et Gabriel Garran, Théâtre de la Commune (Aubervilliers), avec Nathalie Baye
- 1981 : L'Été dernier à Tchoulimsk d'Alexandre Vampilov, mise en scène collective Jean Bouise, Colette Dompietrini, Claude Lochy, Isabelle Sadoyan, Philippe Léotard, TNP Villeurbanne
- 1983 : Combat de nègre et de chiens de Bernard-Marie Koltès, mise en scène Patrice Chéreau, Théâtre Nanterre-Amandiers, TNP Villeurbanne
- 1986 : American Buffalo de David Mamet, mise en scène Marcel Maréchal, Théâtre Tristan Bernard (Paris)

## Filmographie

### Cinéma
Longs métrages
- 1970 : Domicile conjugal de François Truffaut : l'homme ivre
- 1971 : Max et les Ferrailleurs de Claude Sautet : Losfeld
- 1971 : Les Deux Anglaises et le Continent de François Truffaut : Diurka
- 1972 : Rak de Charles Belmont : Lucien
- 1972 : Une belle fille comme moi de François Truffaut : Clovis Bliss
- 1972 : Le Franc-tireur de Jean-Max Causse et Roger Taverne : Michel Perrat
- 1972 : Avoir vingt ans dans les Aurès de René Vautier : le Lieutenant Perrin
- 1973 : Juliette et Juliette de Remo Forlani : le dragueur de Juliette Vidal
- 1973 : Chacal (The Day of the Jackal) de Fred Zinnemann : le gendarme assassiné par le Chacal
- 1973 : Kamouraska  de Claude Jutra : Antoine
- 1974 : Le Milieu du monde d'Alain Tanner : Paul
- 1974 : Pas si méchant que ça de Claude Goretta : Julien
- 1974 : La Gueule ouverte de Maurice Pialat : Philippe, le fils
- 1974 : La guerre du pétrole n'aura pas lieu de Souheil Ben Barka : Padovani
- 1974 : Les Conquistadores de Marco Pauly
- 1975 : Le Chat et la Souris de Claude Lelouch : Pierre Chemin
- 1975 : La Traque de Serge Leroy : Paul Danville
- 1975 : French Connection 2 de John Frankenheimer : Jacques
- 1976 : Le Bon et les Méchants de Claude Lelouch : le vendeur de Citroën
- 1976 : Vincent mit l'âne dans un pré (et s'en vint dans l'autre) de Pierre Zucca
- 1976 : L'Ombre des châteaux  de Daniel Duval : Luigi
- 1976 : La Communion solennelle de René Féret : Jacques Gravet
- 1976 : La Comédie du train des Pignes de François de Chavanne : le comédien
- 1977 : Va voir maman, papa travaille de François Leterrier : Vincent
- 1977 : Le Juge Fayard dit « le Shériff » d'Yves Boisset : l'inspecteur Marec
- 1978 : Judith Therpauve de Patrice Chéreau : Jean-Pierre Maurier
- 1979 : La Mémoire courte de Eduardo de Gregorio : Frank Barila
- 1979 : L'Empreinte des géants de Robert Enrico : Lucien Chabaud
- 1980 : La Petite Sirène de Roger Andrieux : Georges Maréchal
- 1980 : Une semaine de vacances de Bertrand Tavernier : le docteur Sabouret
- 1981 : Les Babas-cool ou Quand tu seras débloqué, fais-moi signe ! de François Leterrier : Blaise
- 1981 : Une rébellion à Romans de Philippe Venault : Jean Serve, dit « Paulmiers »
- 1982 : Le Choc de Robin Davis : Félix
- 1982 : Mora de Léon Desclozeaux : Mora
- 1982 : Hiver 60 de Thierry Michel : André
- 1982 : Paradis pour tous d'Alain Jessua : Marc Lebel
- 1982 : La Balance de Bob Swaim : André Laffont, dit « Dédé »
- 1983 : Tchao Pantin de Claude Berri : Bauer
- 1984 : La Pirate de Jacques Doillon : no 5
- 1984 : Les Fauves de Jean-Louis Daniel : Léandro Santini
- 1984 : Femmes de personne de Christopher Frank : Antoine
- 1984 : Ni avec toi ni sans toi d'Alain Maline : Pierre
- 1984 : Adieu blaireau de Bob Decout : Fred
- 1985 : Tangos, l'exil de Gardel de Fernando E. Solanas : Pierre
- 1985 : Rouge-gorge de Pierre Zucca : Louis Ducasse
- 1985 : L'Aube de Miklós Jancsó : Gad
- 1986 : Exit exil de Luc Monheim : le Duc
- 1986 : L'État de grâce de Jacques Rouffio : Pierre-Julien
- 1986 : Le Paltoquet de Michel Deville : l'honorable commerçant
- 1987 : Jane B. par Agnès V. d'Agnès Varda : le peintre / le meurtrier
- 1987 : Le Testament d'un poète juif assassiné de Frank Cassenti : Bernard Hauptmann
- 1987 : Si le soleil ne revenait pas de Claude Goretta : Arlettaz
- 1988 : L'Œuvre au noir d'André Delvaux : Henri-Maximilien
- 1988 : La Couleur du vent de Pierre Granier-Deferre : Pierre
- 1988 : Snack Bar Budapest de Tinto Brass : Sapo
- 1988 : Ada dans la jungle de Gérard Zingg : Rudi
- 1988 : Le Sud de Fernando Ezequiel Solanas : Roberto
- 1989 : Il y a des jours... et des lunes de Claude Lelouch : le chanteur abandonné
- 1990 : Le Dénommé de Jean-Claude Dague : Auclair
- 1990 : Le Ciel sous les pierres (de) (Gavre Princip - Himmel unter Steinen) de Peter Patzak : Dr Levin
- 1990 : Le Grand Ruban de Philippe Roussel : Jeff
- 1991 : La Chair (La carne) de Marco Ferreri : Nicola
- 1991 : Duel de nuit d'Olivier Rochat
- 1991 : Ville à vendre de Jean-Pierre Mocky : Jean Boulard, le kinésithérapeute
- 1993 : Le Voleur et la Menteuse de Paul Boujenah : Jeff
- 1994 : Élisa de Jean Becker : le fumeur de Gitanes
- 1994 : Venins (In the Eye of the Snake) de Max Reid : Phil Anzer, le père de Marc
- 1995 : Les Misérables de Claude Lelouch : Thénardier de 1942
- 1995 : La Dérive (Pandora) d'António da Cunha Telles : Raúl
- 1996 : Black Dju de Pol Cruchten : Inspecteur Plettschette
- 1997 : Gueules d'amour de Philippe Dajoux

Courts et moyens métrages
- 1965 : Les Comédiens dans la ville neuve de Claude-Jean Bonnardot
- 1971 : Camille ou la comédie catastrophique de Claude Miller : Honoré
- 1971 : Et le mot frère et le mot camarade de René Vautier
- 1974 : Le Beau Samedi de Renaud Walter
- 1979 : Histoires abominables de Georges Blondeau (sketch La Mémoire)
- 1986 : Blues marines de Noëlle Théry
- 1993 : L'Exilé de James Canal
- 1993 : Le Condamné de Xavier Giannoli
- 1997 : La Momie à mi-mots de Laury Granierv

### Télévision
- 1971 : Crime et Châtiment de Stellio Lorenzi
- 1973 : La Porteuse de pain, de Marcel Camus, feuilleton
- 1974 : La Cloche tibétaine de Michel Wyn et Serge Friedman
- 1974 : Padena ou le soir de ce jour-là de Alain Magrou
- 1977 : Bonheur, impair et passe de Roger Vadim
- 1978 :  Madame le juge de Nadine Trintignant (série TV), épisode : Un innocent
- 1979 : La Tisane de sarments de Jean-Claude Morin
- 1979 : Le Journal de Philippe Lefebvre
- 1981 : Chambre 17 de Philippe Ducrest
- 1983 : Un mariage sacré de Philippe Monnier
- 1989 : Le Banquet de Marco Ferreri
- 1989 : Le Suspect d'Yves Boisset
- 1989 : Meurtre avec préméditation de Philippe Monnier
- 1989 : Adieu mes jolies ! de David Delrieux
- 1989 : Les Sirènes de minuit de Philippe Lefebvre
- 1990 : The Day of Reckoning de Samuel Fuller
- 1993 : Chute libre de Yves Boisset
- 1995 : L'Enfant en héritage de Josée Dayan
- 1996 : Pigeon volé de Mehdi Charef

## Doublage

### Cinéma

#### Films
- 1990 : Vengeance (Revenge) de Tony Scott : Tiburon "Tibby" Mendez (Anthony Quinn)

## Publications
- Philippe Léotard, Portrait de l'artiste au nez rouge, éd. Balland-Égée, 1988  (ISBN 2715807201).
- Philippe Léotard, Pas un jour sans une ligne, éd. Les Belles Lettres, 1992  (ISBN 225144002X).
- Philippe Léotard, Clinique de la raison close, éd. Les Belles Lettres, 1997  (ISBN 2251440992).

## Discographie
- Avant 1970 : Les citations du président Mao Tse-Toung, texte dit par Philippe Léotard, Marie Danièle et Jean-Marie Verselle. Produit par Didier Appert, collection Connaissance de la pensée universelle no 1.

## Distinctions

### Récompenses
- César 1983 : César du meilleur acteur pour La Balance
- Académie Charles-Cros 1990 : Grand Prix pour son album À l'amour comme à la guerre
- Académie Charles-Cros 1994 : Grand Prix pour son album de reprises Léo chante Ferré

### Nomination
- César 1978 : César du meilleur acteur dans un second rôle pour Le Juge Fayard dit Le Shériff

## Hommages
Dans un livre intitulé À mon frère qui n'est pas mort, publié en 2003, François Léotard rend hommage à Philippe. Il évoque leur enfance, et dit son amour pour les femmes, l'alcool, la nuit. S'adressant à son frère qui était doué d'une grande imagination, aimait à raconter des histoires et se sentait capable d'incarner tous les rôles, François Léotard écrit : « […] faussaire au grand jour et tu l'étais un peu plus que d'autres, racontant la Légion où tu n'avais jamais mis les pieds, les aigles de notre grand-père qui volaient dans ta tête seule. »
Le chanteur Claude Nougaro a dit à propos de lui, :

« J'aime les grands brûlés. Eux seuls répandent cette poignante odeur des fraîcheurs primordiales. J'aime les grands acteurs, avec un seul rôle, celui de leur vie à tenir, à claquer, à brandir. J'aime les saints, leurs couronnes d'épines brillantes des rosées de l'âme. J'aime certains hommes, ceux qui savent que la seule liberté que nous possédons, c'est de choisir ses barreaux. J'aime les poètes, qui claudiquent sur les marelles du mystère d'être, et qui chantent des mots de moelle et de sang à travers tous les bâillons du monde. Je t'aime, Philippe Léotard. »

Dans le cadre de la promotion du livre Louis XX. Contre-Enquête sur la Monarchie en 1986, Thierry Ardisson rappelle que Philippe Léotard est lui-même royaliste et affirme : « Je suis léotardien, tendance Philippe ».